# 금융위험
금융위험(金融危險), 재무위험(財務危險, 영어: financial risk)이란 금융 분야와 관련된 위험을 뜻한다. 디폴트 위험이 있는 회사 부채가 연루된 거래 등이 이런 위험과 연관되며, 좁게는 하방위험(downside risk)의 의미로 쓰인다.
해리 마코위츠가 1952년에 제안한 현대 포트폴리오 이론은 이러한 재무위험관리와 시장위험에 대한 연구이다. 현대 포트폴리오 이론에서 위험은 포트폴리오의 분산이나 표준편차로 정의된다.
또한 벤더와 판츠는 2021년 재무위험을 시장 위험, 유동성 위험, 신용 위험, 사업 위험과 투자 위험의 다섯 가지로 분류하였다.